# Geofysik

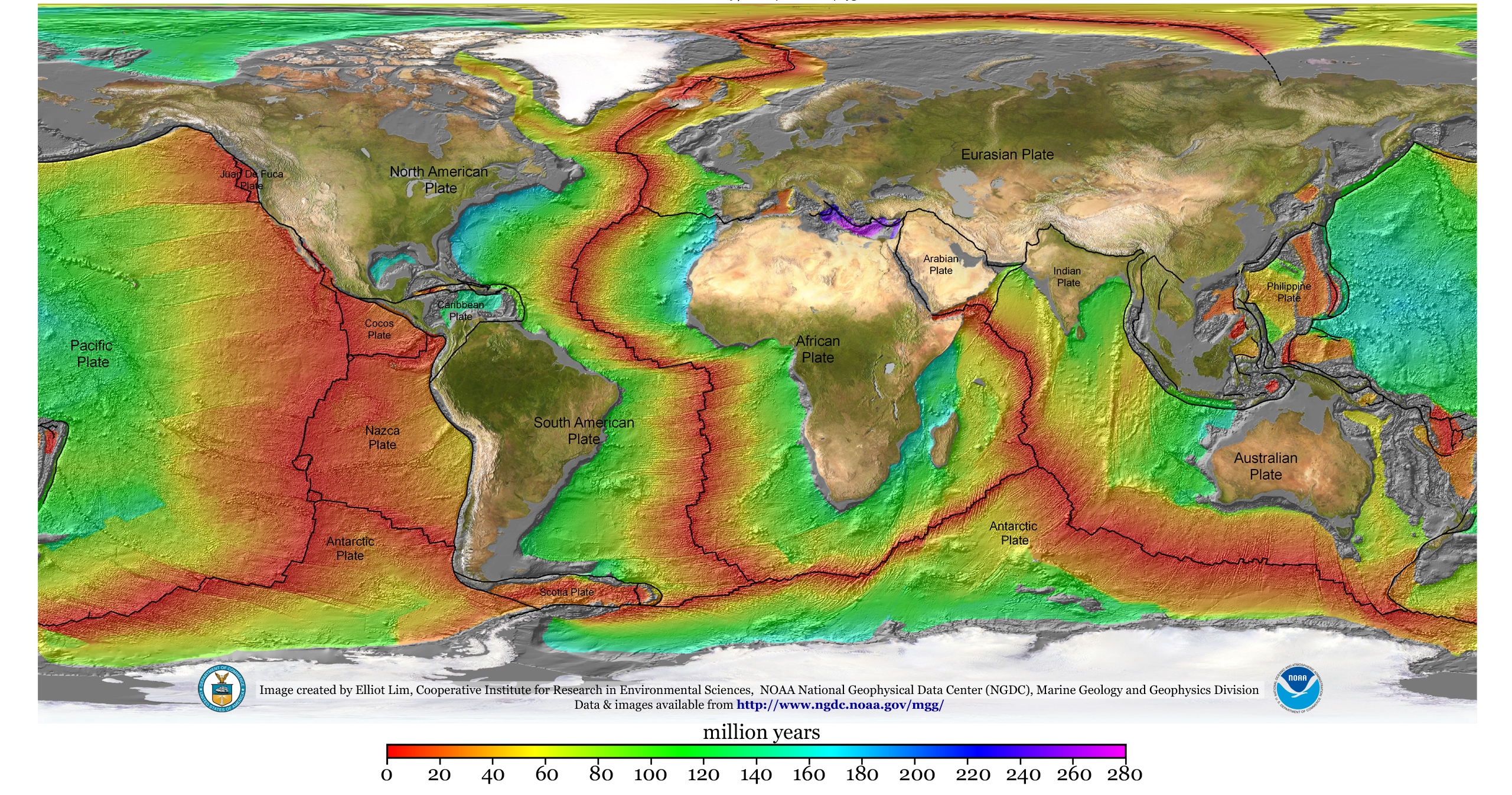
Ålder för olika delar av havsbottnen.

Geofysik är vetenskapen om fysikaliska egenskaper och fenomen hos jorden och dess omgivning. Inom geofysiken studerar man bland annat jordens magnetfält och berggrunden och de lösa avlagringarnas fysiska egenskaper så som strålning, ledningsförmåga och tyngdkraft.

## Tillämpad geofysik
Geofysisk utrustning används i markundersökningar i samband med gruvbrytning, väg- och husbyggen och arkeologi. Då används bland annat instrument som mäter magnetism, (elektriskt) motstånd och radar. Denna utrustning kallas ofta georadar.